# Герб Далмації
Герб Далмації — історичний хорватський герб, який сьогодні знаходиться в короні герба Хорватії, і представляє геральдичний символ регіону Далмація. У середні віки він використовувався як загальний герб хорватських земель, тобто правителів цих земель. На малюнку він зображений у вигляді синього щита з трьома золотими головами левів (головами геральдичних леопардів).

## Історія герба

### Герб Королівства Хорватії і Далмації, або (середньовічної) «Славонії» в середні віки

#### Оригінальні основи в догеральдичному знаку
Відправною точкою для створення першого герба Королівства Хорватії і Далмації з головами леопарда стали зображення фігури лева на догеральдичних, геральдичних і негеральдичних зображеннях на печатках і монетах хорватських князів і хорватсько-угорських королів, наприклад, фігура лева, що йде з головою в фас і висунутим язиком, яку видно на реверсі монети короля Бели III (1172—1196 рр.). Стилізований лев із деревом життя знаходиться на реверсі хорватських фризатик, викарбуваних між 1212 і 1220 роками. Син і наступник Бели, король Імріх (1196—1204) геральдично розвинув зображення лева, помістивши його на свій особистий герб, щит із червоними та срібними променями з дев'ятьма нестримними левами, який також видно на реверсі королівської печатки Імріха 1202 року. Здається, сама фігура лева була взята з візантійського та романського мистецтва та поширена в Угорщині за життя Бели III. У 1161 році він став хорватським князем, а в 1163 році його батько Гейза II (1141—1162) був відправлений як заручник до двору візантійського імператора Мануїла І Комніна. Під час свого перебування в Константинополі герцог Бела був названий спадкоємцем престолу імператора під ім'ям Алексій. Після смерті його брата Стефана III у 1172 р. (1162—1172 рр.), Бела повернувся до Угорщини і прийняв королівську корону.:str. 180. Під час свого правління король Бела III провів численні реформи, починаючи з устрою суду та придворних звичаїв, запровадивши візантійську церемонію коронації та створивши царську канцелярію, тому цілком зрозуміло, що саме в той час з'явилися перші геральдичні знаки візантійського походження.:str. 33.-34.
У процесі перенесення зображення лева та формування першого герба Хорватії та Далмації вирішальною була позиція хорватського князя, функції якого виконували спадкоємці престолу з династії Арпадів, або бани «всієї Славонії», якщо не було призначено королівського принца. А саме, остаточне оформлення фігури лева ан-фас, що в геральдиці означає голову леопарда, відбулося за правління короля Бели IV (1235—1270), який реформував інститут хорватського князя, надавши йому більшого значення в королівській родині та встановивши службу бана «всієї Славонії» та приморського бана. Антропоморфне обличчя лева з висунутим язиком, показане ан-фасом, з'являється в 1268 році на печатці князя Бели, що є першим зображенням герба з головою леопарда як особистого герба хорватського князя, який стане державним гербом Королівства Хорватії і Далмації на початку XV ст.

#### Зовнішній вигляд герба в європейських гербовниках, різних джерелах і на королівських печатках
Існує ймовірність, що перший відомий варіант нинішнього герба Далмації був зафіксований у французькому гербі Вермундуа (L'Armorial du Héraut Vermandois), який був створений між 1285 і 1300 роками. На ньому зображений герб із червоним полем, на якому зображена голова золотого леопарда з роззявленими щелепами, поруч із написом Le Roy Danit. Якби назву країни тлумачити як спотворену назву Далмації, це було б найдавніше зареєстроване зображення герба «короля Далмації», тобто хорватського герцога як правителя всієї хорватської території, від Драви до Адріатичного моря. Це припущення підкріплюється схожістю з гербом «короля Угорщини» (Le Roy de Hungarie), на якому зображено золотого лева з розкритими щелепами на червоному щиті, який зустрічається в геральдиці Звитку герольдів. (датується між 1270 і 1280 роками).:str. 28.
Антропоморфну форму герба Далмації можна знайти вже у французькому гербі «Wijnbergen» (на блакитному — три увінчаних жіночих погруддя, а поле щита всипане золотими хрестами), створеному у II ст. половини ХІІІ століття, а потім також в англійському гербі Lord Marshals' Roll приблизно з 1295 року з синім щитом, на якому зображено три короновані срібні людські голови. Обидва герби позначені в цих гербах як герб «Короля Славонії» («le Roi dezclauonie»/ Le Roy de Esclevoni), при цьому під Славонією слід розуміти всю територію між Дравою Річка та Адріатичним морем, якими від імені короля керував герцог Хорватії (dux totius Sclavoniae).
Інший приклад герба з'являється наприкінці XIII століття на малюнку прапора біля намету «сина угорського герцога» в середньовічному рукописі Le Destructioun de Rome, в якому описуються подвиги уявного Описано сарацинського лицаря Фіерабра, а антропоморфну версію цієї герцейської емблеми, тобто герб «слов'янського короля» (Der Windische kunig), можна також знайти в німецькому гербі Uffenbachsche, створеному між 1390 і 1440 роками.:str. 27.
Згодом герб хорватського герцога почав з'являтися у зміненому вигляді з трьома срібними бюстами левів з коронованими головами на червоному щиті, як державний герб Хорватського королівства. Копію цього герба, який можна знайти на четвертому щиті герба, приписуваного королю Людовіку I, можна знайти в гербі Герле (L'armorial universel), який датується між 1370 і 1414 роками.
У Хроніці парламенту в Констанці, надрукованій у 1483 році, також є, серед іншого, національні герби, які відносяться до території сучасної Хорватії, з часів правління короля Сигізмунда Люксембурзького (1387—1437). Серед цих гербів є герб «Далмації» (Talmatz), у вигляді червоного щита з трьома срібними бюстами левів з коронованими головами та синіми витягнутими язиками. У тій же хроніці герб Хорватського королівства (Das Künigreich zu Crawatia) зображений у вигляді червоного щита, всередині якого намальована рука з шаблею, спрямованою вниз. Цікаво, що в іншому місці цієї ж хроніки ідентифікація титулів хорватського та далмацького гербів перевернута.:str. 28.
У гербах Donaueschinger Wappenbuch (1450) і св. Галлена Гаґґенберґа (близько 1470 р.), герб Далмації зображений у вигляді мотиву трьох увінчаних срібних левових голів на червоному полі, який також зустрічається в баварському гербі Ортенбурга, створеному між 1466 і 1473 роками. Однак на гербі Конрада фон Грюненберга 1483 року ми знаходимо зображення герба короля Далмації, стилізованого під знак червоної руки з кинджалом, а також герб короля Далмації. Хорватія зображена у вигляді трьох срібних левових голов з коронами на червоному полі.
Герб із зображенням левів замість золотих голів леопардів став використовуватися як національний герб Королівства Хорватії та Далмації лише за правління короля Сигізмунда Люксембурзького, який запровадив новий варіант герб, що складається з червоного щита і левових голів. Дещо видозмінений герб із трьома червоними коронованими головами барса на срібному щиті можна знайти на звороті герба Сигізмунда, наданого 1415 року. Повністю змінений герб Хорватії та Далмації (пристосований до вигляду династії Сигізмундів Люксембургів) датується 1411 роком. Це печатка зі щитом, на якому зображено три голови геральдичних левів у короні з витягнутими язиками, що дивляться геральдично праворуч.:str. 39.-40.
Герб із трьома коронованими головами леопарда на блакитному полі як хорватсько-далмацький земельний знак постійно з'являється лише після смерті Зиґмунда. Такий герб зображено на печатці короля Альберта I Габсбурга (1437—1439) та його сина Ладислава V Постума (1444—1457), а також на печатці та монетах короля Матвія Корвіна (1458. — 1490.). У той час почав зростати вплив династії Габсбургів на хорватських територіях, і виник конфлікт, а згодом і угода з суперницькою династією Ягелоонів щодо успадкування хорватсько-угорського престолу. Бажаючи відстояти свої суверенні права над хорватськими областями, імператор Фрідріх III (1452—1493) він використовував національний герб Королівства Хорватії і Далмації з трьома головами леопарда, про що свідчить зображення цього герба, серед інших імператорських гербів, на фресці в палаці Вельзер у Австрії.:str. 40. Після угоди про престолонаслідування від 1463 р., яку імператор Фрідріх III уклав з королем Матвієм, за Фрідріком визнавався титул «хорватсько-далматинського короля» і право на трон, якщо Матвій помре без законних спадкоємців чоловічої статі, включаючи право демонструвати претензійний герб із трьома головами леопарда. Проте угорська шляхта після смерті Матвія Корвіна в 1490 р. обрала чеського короля Владислава II Ягеллона (1490—1516) за правителя, що призвело до війни між новим королем і сином Фрідріха, майбутнім імператором Максиміліаном I, яка завершилася в 1491 році новою угодою про престолонаслідування.:str. 243. У цей період правитель Габсбургів продовжував використовувати герб із трьома головами леопардів, але в пропагандистських цілях також розробив i абсолютно новий сріблно-червоний шаховий герб як геральдичну емблему Хорватського королівства, герб із трьома головами леопарда починає використовуватися майже виключно як герб Королівства Далмації, водночас у геральдичній практиці Габсбургів та Ягеловичів.

Щодо археологічних залишків, то найстаріший герб Далмації, тобто особистий герб хорватського князя на хорватській землі, був знайдений в Островиці, старій фортеці князів Шубічів Брибірських. Йдеться про три короновані голови леопарда на висіченому в камені щиті, який датується серединою XIV століття.

Герб Триєдиного королівства Хорватії, Славонії та Далмації (1868—1918)

### Зовнішній вигляд герба Далмації між XVI і ХІХ століттями
Після того, як у 1409 році король Неаполя Ладіслав продав венеційцям володіння Далмацією, тобто всі свої королівські права, Венеційська Республіка офіційно не використовувала тодішній герб Королівства Хорватії та Далмації, тобто майбутній герб Королівство Далмація, на його новопридбаній території. Таким чином, починаючи з XVI століття, герб Далмації як такий можна знайти в офіційному вжитку виключно серед гербів правителів Габсбургів, а також у різних декоративних геральдичних зображеннях, наприклад, із т. зв. «Іллірійська геральдика», як-от герб Фоїниці з XVIІ століття. У рамках офіційної геральдичної практики з початку XVI століття територіальне використання трьох офіційних гербів тодішнього Хорватсько-Далматинсько-Слов'янського королівства, тобто гербів Королівства Хорватії, Королівства Далмації і Королівство Славонія, чітко виділяється.

### Герб Далмації як частина гербів трьох королівств у ХІХ ст.
Герб трьох королівств Хорватії, Славонії та Далмації — офіційний герб Королівства Хорватія-Далмація-Славонія в період з 1868 по 1918 рік. Він складався з щита, розділеного на три поля; два верхніх і один нижній. У геральдичному лівому полі містився герб Хорватії, геральдично в правому — герб Далмації на синьому полі з трьома коронованими головами леопарда, а в нижньому полі — герб Славонії. Такий герб використовувався до розпаду Австро-Угорської монархії в кінці Першої світової війни, хоча Далмацьке королівство не було адміністративно приєднано до Хорватії і, на відміну від Королівства Хорватії та Славонії, яке було в Угорській частина подвійної монархії, була однією з австрійських коронних земель.

### Сьогоднішнє використання
Сьогодні герб Далмації офіційно використовується як частина герба Республіки Хорватія. Він розташований у центральній позиції в короні герба, який складається з п'яти історичних гербів хорватських країн.

## Галерея

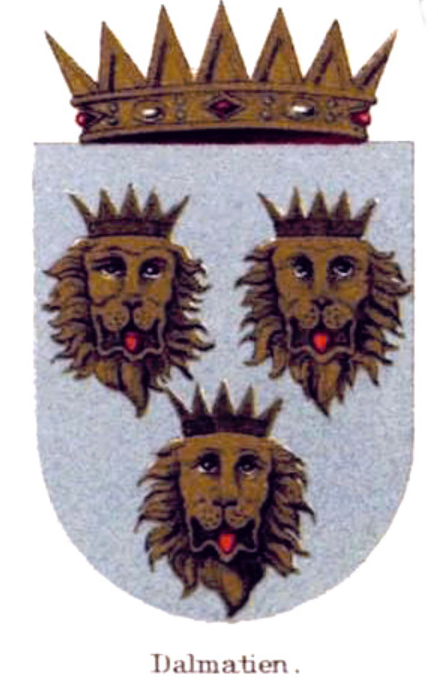
Герб Далмації, який використовувався за часів Габсбурзької монархії
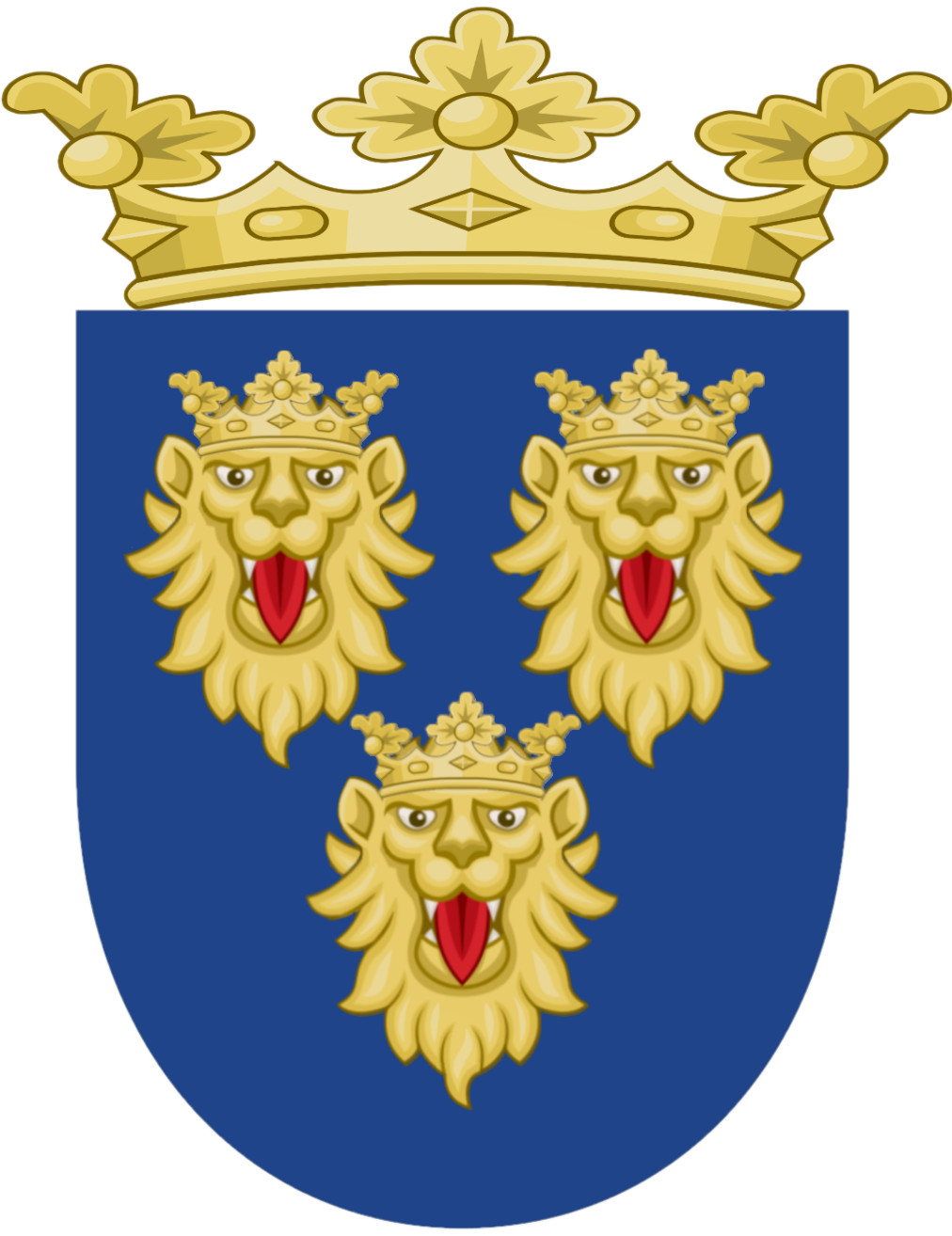
Герб Далмації з 1495 року
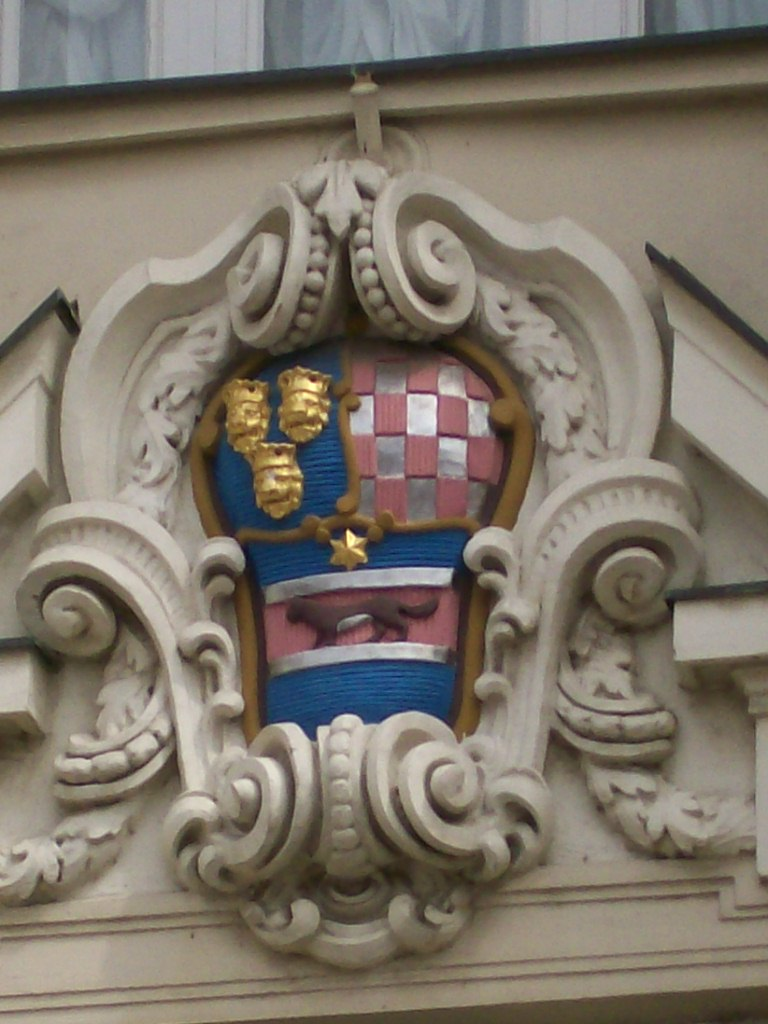
Фрагмент фасаду над входом до хорватського парламенту
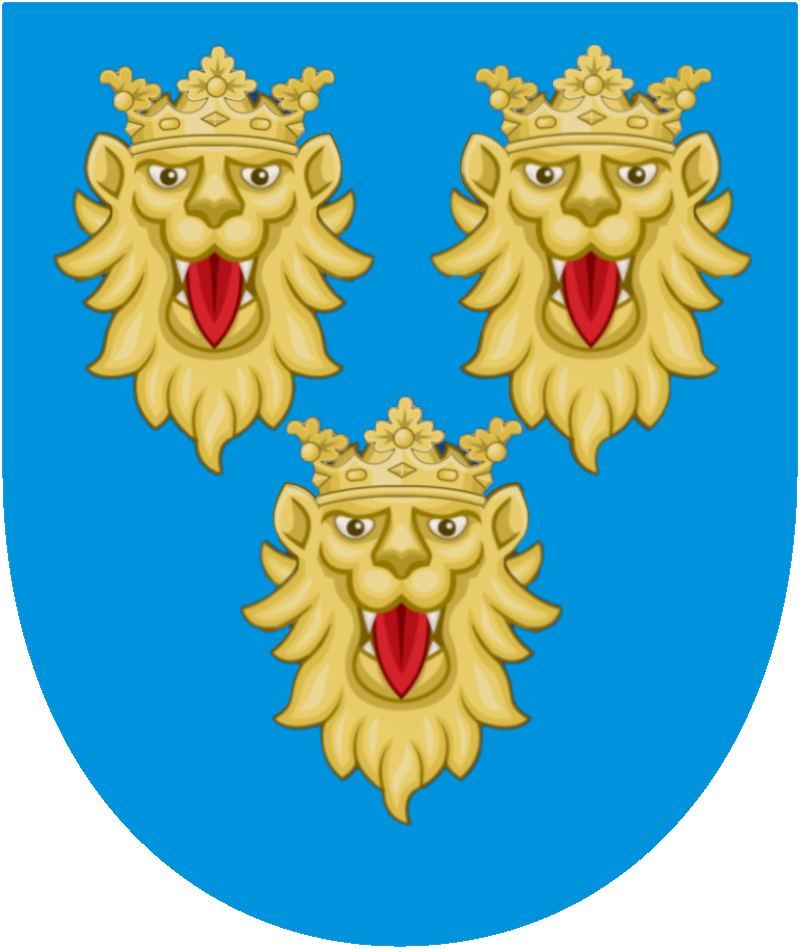
Герб Далмації
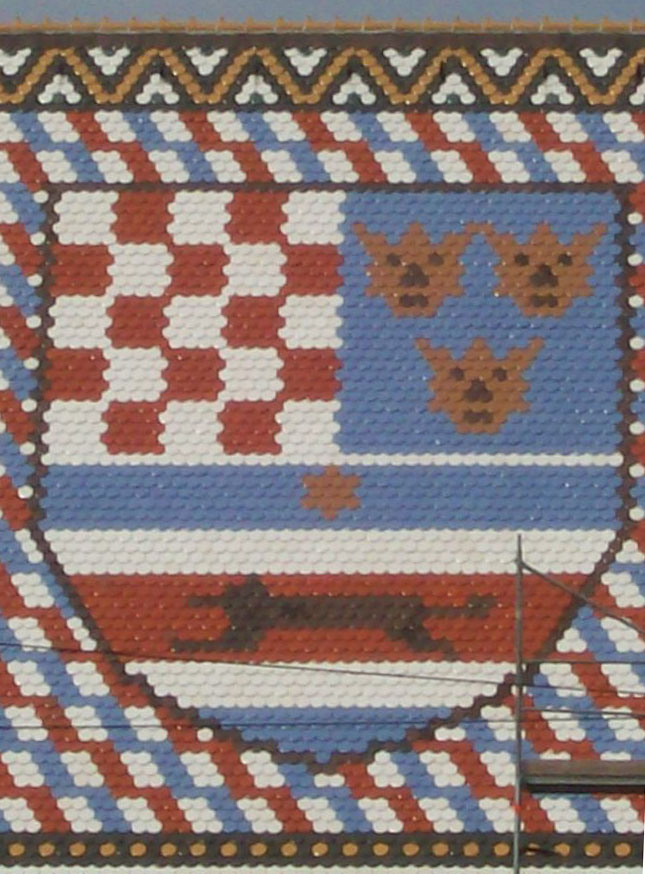
Фрагмент даху церкви св. Марка на Горньому Граді в Загребі
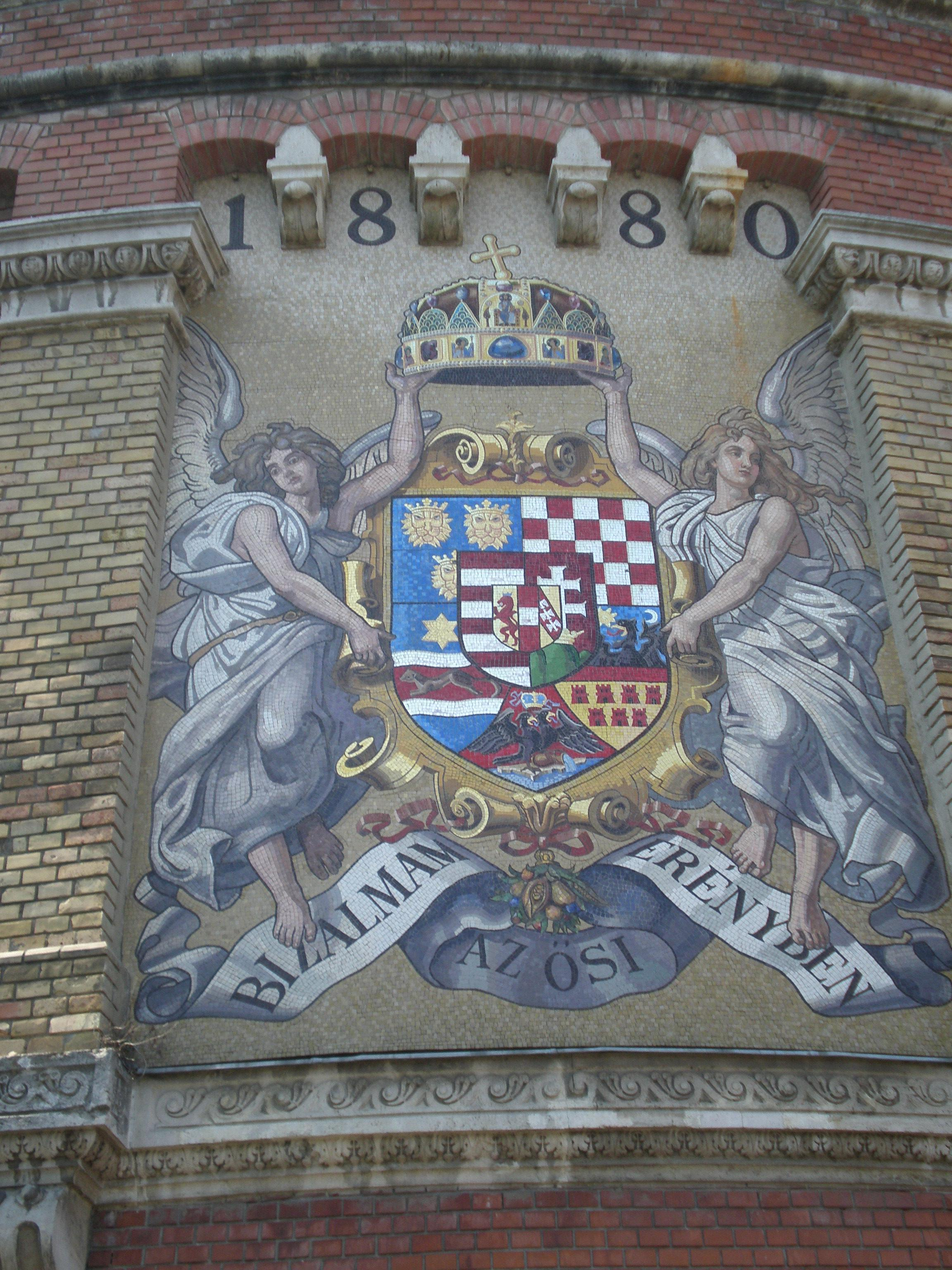
Спільний хорватсько-угорський герб на фресці біля Будайської фортеці (1880)
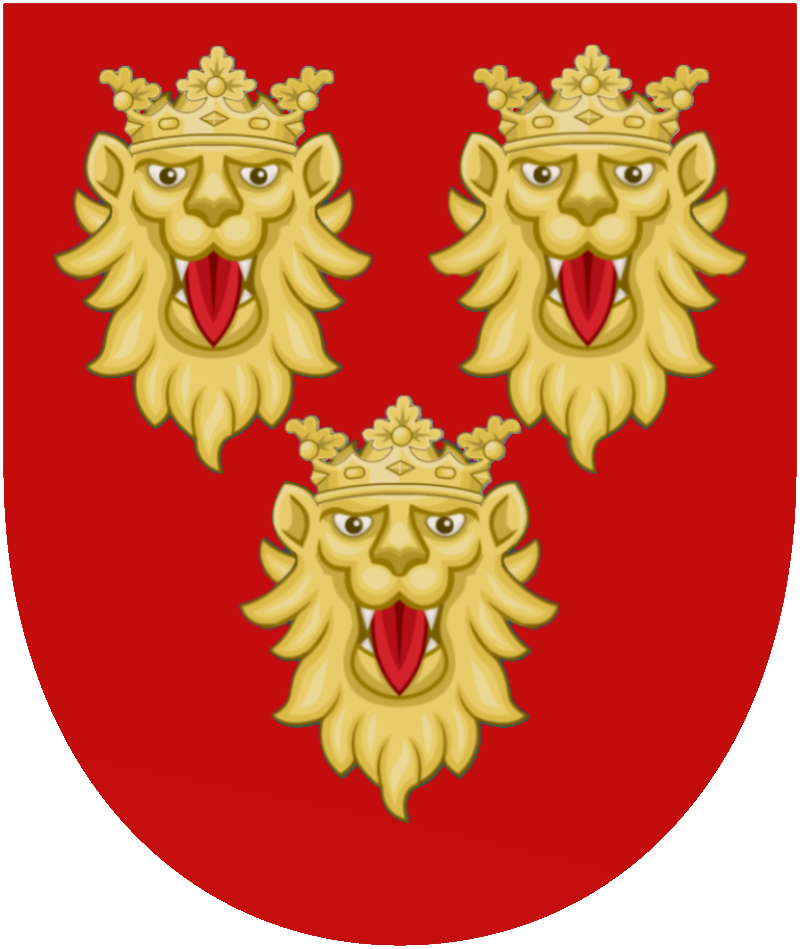
Венеційська версія герба Далмації
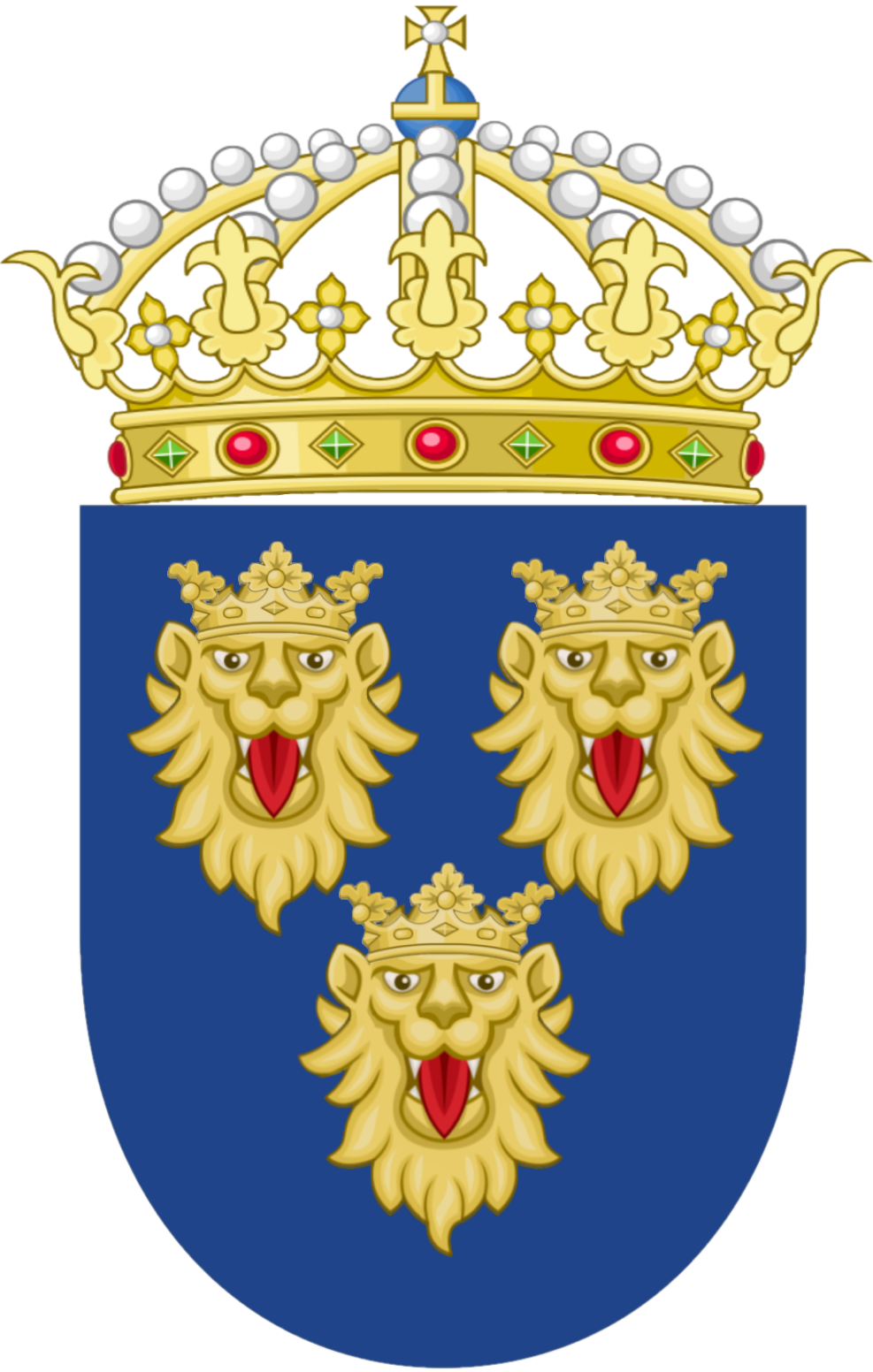
Герб Далмації в Австро-Угорщині за Х. Штрелем (1851 – 1919)
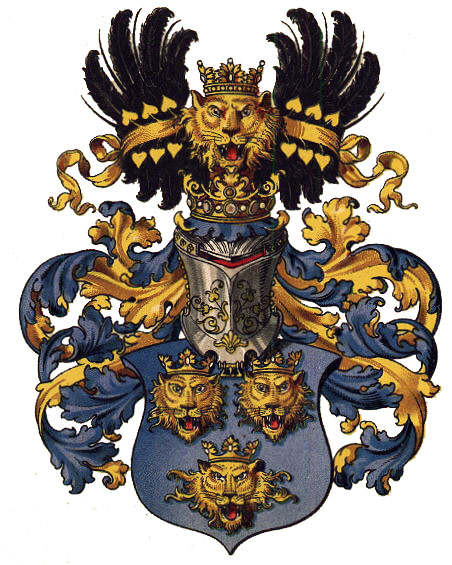
Герб Далмації в Габсбурзькій монархії за Х. Штрелем (1851 – 1919)
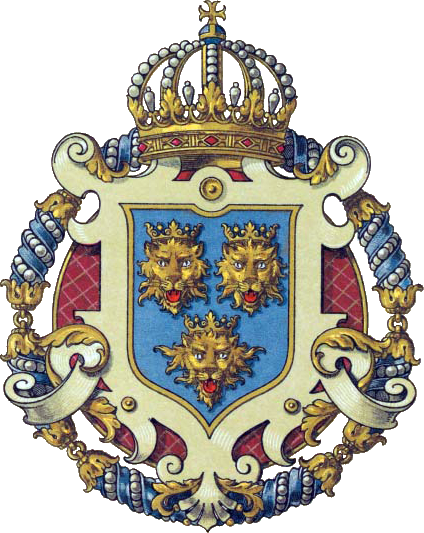
Герб Далмації в Австро-Угорщині за Х. Штрелем (1851 – 1919)
Герб угорської частини монархії до додавання герба Боснії та Герцеговини (1915)
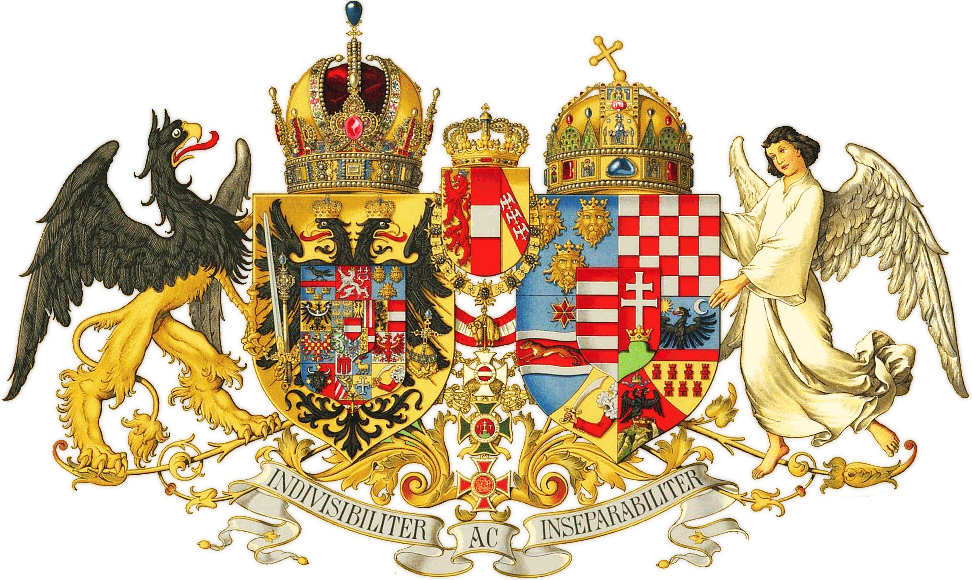
Великий герб Австро-Угорщини (1867 – 1918). Герб Далмації та герб Боснії та Герцеговини знаходяться на обох щитах, оскільки обидві частини монархії претендували на ці землі
Малий герб Трансляйтанії (угорська частина Австро-Угорщини) (1867 – 1918)
Герб Далмації